# Actias truncatipennis
Actias truncatipennis is een vlinder uit de onderfamilie Saturniinae en de familie van de nachtpauwogen (Saturniidae). De wetenschappelijke naam van de soort is gepubliceerd door Sonthonnax in 1899.